# Tatjana Marusic
Tatjana Marusic (* 15. April 1971 in Požega, Kroatien) ist eine kroatisch-schweizerische Video- und Installationskünstlerin.

## Leben und Werk
Tatjana Marusic wuchs in Schaffhausen auf und lebt und arbeitet heute in Menziken und Luzern. Ihre Familie siedelte in den 1970er Jahren in die Schweiz.
In den Jahren 1994 bis 1998 besuchte sie mit dem Studiengang Bildende Kunst die Hochschule für Kunst und Gestaltung in Luzern, 1999 bis 2008 war sie Mitglied der städtischen Kunstkommission Luzern, verantwortlich für die Kunstsammlung und Kunst im öffentlichen Raum. 2002 unternahm sie als Atelier-Stipendium einen sechsmonatigen Aufenthalt an der Cité Internationale des Arts Paris, anschliessend war sie bis 2008 Dozentin für Video an der Hochschule für Kunst und Gestaltung Luzern, Studiengang Kunst und Vermittlung. 2005 führte sie ein fünfmonatiger Aufenthalt nach Chicago, im Jahr darauf förderte sie die Zuger Kulturstiftung Landis & Gyr mit einem Jahresstipendium Atelier-Wohnen in Berlin.
Erst im Rahmen ihres Studiums in den Jahren 1996 bis 1998 lernte sie in mehreren Reisen nach Sarajevo, Mostar und Dubrovnik die Heimat ihrer Eltern richtig kennen. Sie stellte dort persönliche Recherchen an, sammelte Artefakte, die zu Kulturartefakten wurden. In dieser Aufarbeitung versuchte sie ihre eigene Identität zu finden und dem „Fremdsein in sich selbst, […] der emotionalen und psychischen Zerrissenheit“ näher zu kommen. Das Dreikanalvideo A Woman Under the Influence – To Cut a Long Story Short von 2002 machte diesen Prozess sichtbar. Unzulänglichkeiten in der Bild- und Tonqualität durch ungenügende Übertragungskapazitäten setzt sie als Stilmittel ein, welches ihre Zerrissenheit und die Verletzung der Oberfläche visualisierte. Es entstand das Porträt einer „Persönlichkeit […], [das] mit einem feinen dramaturgischen Gespür ein zugleich unerbittliches wie einfühlsames Bild zeichnet[e]“.
Ihre Werke leben von inhärenter Kombination von Fiktion und Realität, indem sie den Betrachter in ihre Kunst einbeziehen. Sie erweitert den realen Raum in einen fiktiven Raum, spielt mit verschiedenen Zeitebenen und fördert die Imaginationskraft durch geschicktes Verschieben von Fiktion und Realität. In ihrer 1998 gezeigten Installation Wandel – ein Gemeinschaftswerk mit Zeljika Marusic (* 1967) – verlängerte sie den zugemauerten Gang eines alten Römerbads in Baden AG  mittels einer Projektion ausgelegter Badetücher und eingehüllter Gestalten aus der Gegenwart, in der ein Jahr später im Kunsthaus Langenthal gezeigten Installation Tauchgang versenkte sie ihr Publikum in ähnlicher Weise.
Versatzstücke anderer Kunstgenres wie beispielsweise des Filmklassikers King Kong arrangierte sie 2001/2002 in Gorilla Call Ground Zero in den Central Park, in dem Jogger ihre Runden drehen. Geschickter Filmschnitt zeigte auf zwei übereinander montierten Bildschirmen gegenläufig synchronisierte Filmfolgen. So entstand mit dramatischer Farbgebung, Rhythmus und Handlungsstrang eine Dynamik, die im Finale beide Bildschirme zu sprengen schien, als King Kong vom Empire State Building stürzte, genau dem Betrachter entgegen.
Tatjana Marusic ist Preisträgerin des Manor Kunstpreises 2004. Diese Ehrung verhalf ihr zu ihrer ersten Einzelausstellung im Kunstmuseum Luzern.